# Tour d'Italie féminin 2008
La 19e édition du Tour d'Italie féminin (Giro Donne 2008, Giro d'Italia Internazionale Femminile en italien) a lieu du 5 au 13 juillet 2008. La course fait partie du calendrier UCI féminin en catégorie 2.1.
Mirjam Melchers remporte le prologue. Ina-Yoko Teutenberg remporte ensuite les trois premières étapes, plates, au sprint. L'ascension du Monte Serra dans la quatrième étape permet à Fabiana Luperini de s'imposer en solitaire et à domicile. Elle prend le maillot rose. Le contre-la-montre gagné par Vicki Whitelaw n'a que peu d'influence sur le classement général. Le lendemain, la formation Bigla menée par Nicole Brändli adopte une stratégie très agressive, mettant en difficulté Luperini. Toutefois, c'est Claudia Häusler qui lève les bras devant Amber Neben. Cette dernière est de nouveau à l'attaque dans la difficile septième étape, cette fois avec Fabiana Luperini. Celle-ci distance l'Américaine dans la dernière difficulté et s'assure la victoire finale. Ina-Yoko Teutenberg s'adjuge une quatrième victoire d'étape lors de l'ultime journée. Luperini remporte donc l'épreuve pour la cinquième fois, record, dix ans après sa dernière victoire. Amber Neben termine deuxième du classement général devant Claudia Häusler qui est aussi la meilleure jeune. Luperini est la meilleure grimpeuse, tandis que Teutenberg gagne le classement par points.

## Présentation

### Parcours
La course débute par un prologue à Mantoue. Trois étapes de plaine suivent en Vénétie. La quatrième étape se déroule en Toscane et arrive au sommet du Monte Serra. Elle est suivie d'un contre-la-montre à Novare. Il y a ensuite deux étapes difficiles en Lombardie. La première emprunte le Passo Sette Termini (7 % de pente moyenne) et le Passo del Cuvignone (9 % de pente moyenne) à vingt kilomètre de la ligne, avant de se conclure au bord du lac majeur. La seconde est l'étape reine. La montée vers colle Brianza (pente moyenne 6 %) est escaladée avant le Giovenzana qui a une pente moyenne de 9 % des passages à près de 20 %, la montée vers Sirtori (8 % en moyenne) et enfin vers Montevecchia (7 % avec des passages à 15 %) en guise d'arrivée. La dernière étape est plate avec sept tours d'un circuit de 13 km de long.

### Équipes
| Équipes féminines professionnelles (14)- AA Drink-Cycling Team - Bigla - Bizkaia-Durango - Team CMAX Dila - Flexpoint - Fenixs - Gauss RDZ Ormu - Columbia Women - Menikini-Selle Italia-Masters Color - Equipe Nürnberger Versicherung - SC Michela Fanini Record Rox - Top Girls Fassa Bortolo Raxy Line - Titanedi-Frezza-Acca Due O - USC Chirio Forno d'Asolo Équipes nationales (2)- Australie - Espagne Équipe féminine amateur- System Data |
| |

### Favorites
La vainqueur sortante Edita Pučinskaitė est favorite à sa succession. Elle peut compter sur une forte équipe Nürnberger Versicherung. Nicole Brändli, triple vainqueur de l'épreuve, s'annonce comme une de ses rivales. Susanne Ljungskog a fait du Tour d'Italie son objectif de la saison et est à surveiller. Les autres favorites sont Judith Arndt et Fabiana Luperini.

## Étapes
| Étape     | Date      | Villes étapes                      | type                        | Distance (km) | Vainqueur d'étape   | Leader du classement général |
| --------- | --------- | ---------------------------------- | --------------------------- | ------------- | ------------------- | ---------------------------- |
| Prologue  | 6 juill.  | Mantoue                            | prologue                    | 1,2           | Mirjam Melchers     | Mirjam Melchers              |
| 1re étape | 7 juill.  | Asola – Lendinara                  | étape de plaine             | 131,5         | Ina-Yoko Teutenberg | Ina-Yoko Teutenberg          |
| 2e étape  | 8 juill.  | Porto Tolle – Rosolina Mare        | étape de plaine             | 122,7         | Ina-Yoko Teutenberg | Ina-Yoko Teutenberg          |
| 3e étape  | 9 juill.  | Santa Maria Maddalena – Malalbergo | étape de plaine             | 122,8         | Ina-Yoko Teutenberg | Ina-Yoko Teutenberg          |
| 4e étape  | 10 juill. | Calcinaia – Monte Serra            | étape de montagne           | 106,4         | Fabiana Luperini    | Fabiana Luperini             |
| 5e étape  | 11 juill. | Novare – Novare                    | contre-la-montre individuel | 9,3           | Vicki Whitelaw      | Fabiana Luperini             |
| 6e étape  | 12 juill. | Cardano al Campo – Laveno-Mombello | étape de montagne           | 113,4         | Claudia Häusler     | Fabiana Luperini             |
| 7e étape  | 13 juill. | Macherio – Montevecchia            | étape de montagne           | 83,8          | Fabiana Luperini    | Fabiana Luperini             |
| 8e étape  | 14 juill. | Desio – Desio                      | étape de plaine             | 118,5         | Ina-Yoko Teutenberg | Fabiana Luperini             |

## Déroulement de la course

### Prologue
Mirjam Melchers remporte le prologue. Nicole Brändli est cinquième et la mieux placée des favorites. Le championnat d'Europe espoirs sur route se tient le même jour à Stresa, également en Italie. Rasa Leleivytė et Marta Bastianelli entre autres prennent le départ du tour d'Italie après avoir couru l'après-midi.
| \| Classement de l'étape \| Classement de l'étape \| Classement de l'étape \| Classement de l'étape \| Classement de l'étape \| \| Coureur \| Coureur \| Pays \| Équipe \| Temps \| \| --------------------- \| --------------------- \| --------------------- \| --------------------- \| --------------------- \| \| 1re \| Mirjam Melchers \| Pays-Bas \| Flexpoint \| 3 min 20 s \| \| 2e \| Vera Carrara \| Italie \| Team CMAX Dila \| + 0 s \| \| 3e \| Kirsten Wild \| Pays-Bas \| AA Drink-Cycling Team \| + 1 s \| \| 4e \| Noemi Cantele \| Italie \| Bigla \| + 2 s \| \| 5e \| Nicole Brändli \| Suisse \| Bigla \| + 2 s \| \| 6e \| Loes Markerink \| Pays-Bas \| Flexpoint \| + 2 s \| \| 7e \| Monica Holler \| Suède \| Bigla \| + 2 s \| \| 8e \| Ina-Yoko Teutenberg \| Allemagne \| Columbia Women \| + 2 s \| \| 9e \| Katherine Bates \| Australie \| Columbia Women \| + 3 s \| \| 10e \| Judith Arndt \| Allemagne \| Columbia Women \| + 3 s \| |                     |           |                       |            |
| |                     |           |                       |            |
| |                     |           |                       |            |
| Classement de l'étape |                     |           |                       |            |
| Coureur | Coureur             | Pays      | Équipe                | Temps      |
| 1re | Mirjam Melchers     | Pays-Bas  | Flexpoint             | 3 min 20 s |
| 2e | Vera Carrara        | Italie    | Team CMAX Dila        | + 0 s      |
| 3e | Kirsten Wild        | Pays-Bas  | AA Drink-Cycling Team | + 1 s      |
| 4e | Noemi Cantele       | Italie    | Bigla                 | + 2 s      |
| 5e | Nicole Brändli      | Suisse    | Bigla                 | + 2 s      |
| 6e | Loes Markerink      | Pays-Bas  | Flexpoint             | + 2 s      |
| 7e | Monica Holler       | Suède     | Bigla                 | + 2 s      |
| 8e | Ina-Yoko Teutenberg | Allemagne | Columbia Women        | + 2 s      |
| 9e | Katherine Bates     | Australie | Columbia Women        | + 3 s      |
| 10e | Judith Arndt        | Allemagne | Columbia Women        | + 3 s      |

### 1reétape
La chaleur et le vent de face sur cette étape parfaitement plate dissuadent toute échappée. Au sprint, Ina-Yoko Teutenberg répond aux attentes en s'imposant. Elle prend la tête du classement général.
| \| Classement de l'étape \| Classement de l'étape \| Classement de l'étape \| Classement de l'étape \| Classement de l'étape \| \| Coureur \| Coureur \| Pays \| Équipe \| Temps \| \| --------------------- \| --------------------- \| --------------------- \| ----------------------------------- \| --------------------- \| \| 1re \| Ina-Yoko Teutenberg \| Allemagne \| Columbia Women \| 3 h 48 min 49 s \| \| 2e \| Kirsten Wild \| Pays-Bas \| AA Drink-Cycling Team \| + 0 s \| \| 3e \| Giorgia Bronzini \| Italie \| Titanedi-Frezza-Acca Due O \| + 0 s \| \| 4e \| Grete Treier \| Estonie \| Gauss RDZ Ormu \| + 0 s \| \| 5e \| Rochelle Gilmore \| Australie \| Menikini-Selle Italia-Masters Color \| + 0 s \| \| 6e \| Oenone Wood \| Australie \| Columbia Women \| + 0 s \| \| 7e \| Monia Baccaille \| Italie \| Fenixs \| + 0 s \| \| 8e \| Agne Bagdonaviciutė \| Lituanie \| System Data \| + 0 s \| \| 9e \| Loes Markerink \| Pays-Bas \| Flexpoint \| + 0 s \| \| 10e \| Rasa Leleivytė \| Lituanie \| SC Michela Fanini Record Rox \| + 0 s \| |                     |           |                                     |                 |
| |                     |           |                                     |                 |
| |                     |           |                                     |                 |
| Classement de l'étape |                     |           |                                     |                 |
| Coureur | Coureur             | Pays      | Équipe                              | Temps           |
| 1re | Ina-Yoko Teutenberg | Allemagne | Columbia Women                      | 3 h 48 min 49 s |
| 2e | Kirsten Wild        | Pays-Bas  | AA Drink-Cycling Team               | + 0 s           |
| 3e | Giorgia Bronzini    | Italie    | Titanedi-Frezza-Acca Due O          | + 0 s           |
| 4e | Grete Treier        | Estonie   | Gauss RDZ Ormu                      | + 0 s           |
| 5e | Rochelle Gilmore    | Australie | Menikini-Selle Italia-Masters Color | + 0 s           |
| 6e | Oenone Wood         | Australie | Columbia Women                      | + 0 s           |
| 7e | Monia Baccaille     | Italie    | Fenixs                              | + 0 s           |
| 8e | Agne Bagdonaviciutė | Lituanie  | System Data                         | + 0 s           |
| 9e | Loes Markerink      | Pays-Bas  | Flexpoint                           | + 0 s           |
| 10e | Rasa Leleivytė      | Lituanie  | SC Michela Fanini Record Rox        | + 0 s           |

| \| Classement général \| Classement général \| Classement général \| Classement général \| Classement général \| \| Coureur \| Coureur \| Pays \| Équipe \| Temps \| \| ------------------ \| ------------------- \| ------------------ \| -------------------------- \| ------------------ \| \| 1re \| Ina-Yoko Teutenberg \| Allemagne \| Columbia Women \| 3 h 50 min 21 s \| \| 2e \| Kirsten Wild \| Pays-Bas \| AA Drink-Cycling Team \| + 3 s \| \| 3e \| Giorgia Bronzini \| Italie \| Titanedi-Frezza-Acca Due O \| + 8 s \| \| 4e \| Mirjam Melchers \| Pays-Bas \| Flexpoint \| + 8 s \| \| 5e \| Vera Carrara \| Italie \| Team CMAX Dila \| + 8 s \| \| 6e \| Noemi Cantele \| Italie \| Bigla \| + 10 s \| \| 7e \| Nicole Brändli \| Suisse \| Bigla \| + 10 s \| \| 8e \| Loes Markerink \| Pays-Bas \| Flexpoint \| + 10 s \| \| 9e \| Monica Holler \| Suède \| Bigla \| + 10 s \| \| 10e \| Katherine Bates \| Australie \| Columbia Women \| + 11 s \| |                     |           |                            |                 |
| |                     |           |                            |                 |
| |                     |           |                            |                 |
| Classement général |                     |           |                            |                 |
| Coureur | Coureur             | Pays      | Équipe                     | Temps           |
| 1re | Ina-Yoko Teutenberg | Allemagne | Columbia Women             | 3 h 50 min 21 s |
| 2e | Kirsten Wild        | Pays-Bas  | AA Drink-Cycling Team      | + 3 s           |
| 3e | Giorgia Bronzini    | Italie    | Titanedi-Frezza-Acca Due O | + 8 s           |
| 4e | Mirjam Melchers     | Pays-Bas  | Flexpoint                  | + 8 s           |
| 5e | Vera Carrara        | Italie    | Team CMAX Dila             | + 8 s           |
| 6e | Noemi Cantele       | Italie    | Bigla                      | + 10 s          |
| 7e | Nicole Brändli      | Suisse    | Bigla                      | + 10 s          |
| 8e | Loes Markerink      | Pays-Bas  | Flexpoint                  | + 10 s          |
| 9e | Monica Holler       | Suède     | Bigla                      | + 10 s          |
| 10e | Katherine Bates     | Australie | Columbia Women             | + 11 s          |

### 2eétape
L'étape est une répétition de celle de la veille. Kirsten Wild et Giorgia Bronzini lancent le sprint, mais Ina-Yoko Teutenberg les remonte.
| \| Classement de l'étape \| Classement de l'étape \| Classement de l'étape \| Classement de l'étape \| Classement de l'étape \| \| Coureur \| Coureur \| Pays \| Équipe \| Temps \| \| --------------------- \| --------------------- \| --------------------- \| ----------------------------------- \| --------------------- \| \| 1re \| Ina-Yoko Teutenberg \| Allemagne \| Columbia Women \| 3 h 08 min 50 s \| \| 2e \| Kirsten Wild \| Pays-Bas \| AA Drink-Cycling Team \| + 0 s \| \| 3e \| Regina Schleicher \| Allemagne \| Equipe Nürnberger Versicherung \| + 0 s \| \| 4e \| Giorgia Bronzini \| Italie \| Titanedi-Frezza-Acca Due O \| + 0 s \| \| 5e \| Rochelle Gilmore \| Australie \| Menikini-Selle Italia-Masters Color \| + 0 s \| \| 6e \| Loes Markerink \| Pays-Bas \| Flexpoint \| + 0 s \| \| 7e \| Martina Corazza \| Italie \| Gauss RDZ Ormu \| + 0 s \| \| 8e \| Monica Holler \| Suède \| Bigla \| + 0 s \| \| 9e \| Oenone Wood \| Australie \| Columbia Women \| + 0 s \| \| 10e \| Monia Baccaille \| Italie \| Fenixs \| + 0 s \| |                     |           |                                     |                 |
| |                     |           |                                     |                 |
| |                     |           |                                     |                 |
| Classement de l'étape |                     |           |                                     |                 |
| Coureur | Coureur             | Pays      | Équipe                              | Temps           |
| 1re | Ina-Yoko Teutenberg | Allemagne | Columbia Women                      | 3 h 08 min 50 s |
| 2e | Kirsten Wild        | Pays-Bas  | AA Drink-Cycling Team               | + 0 s           |
| 3e | Regina Schleicher   | Allemagne | Equipe Nürnberger Versicherung      | + 0 s           |
| 4e | Giorgia Bronzini    | Italie    | Titanedi-Frezza-Acca Due O          | + 0 s           |
| 5e | Rochelle Gilmore    | Australie | Menikini-Selle Italia-Masters Color | + 0 s           |
| 6e | Loes Markerink      | Pays-Bas  | Flexpoint                           | + 0 s           |
| 7e | Martina Corazza     | Italie    | Gauss RDZ Ormu                      | + 0 s           |
| 8e | Monica Holler       | Suède     | Bigla                               | + 0 s           |
| 9e | Oenone Wood         | Australie | Columbia Women                      | + 0 s           |
| 10e | Monia Baccaille     | Italie    | Fenixs                              | + 0 s           |

| \| Classement général \| Classement général \| Classement général \| Classement général \| Classement général \| \| Coureur \| Coureur \| Pays \| Équipe \| Temps \| \| ------------------ \| ------------------- \| ------------------ \| ------------------------------ \| ------------------ \| \| 1re \| Ina-Yoko Teutenberg \| Allemagne \| Columbia Women \| 6 h 59 min 01 s \| \| 2e \| Kirsten Wild \| Pays-Bas \| AA Drink-Cycling Team \| + 7 s \| \| 3e \| Giorgia Bronzini \| Italie \| Titanedi-Frezza-Acca Due O \| + 18 s \| \| 4e \| Mirjam Melchers \| Pays-Bas \| Flexpoint \| + 18 s \| \| 5e \| Vera Carrara \| Italie \| Team CMAX Dila \| + 18 s \| \| 6e \| Noemi Cantele \| Italie \| Bigla \| + 20 s \| \| 7e \| Nicole Brändli \| Suisse \| Bigla \| + 20 s \| \| 8e \| Loes Markerink \| Pays-Bas \| Flexpoint \| + 20 s \| \| 9e \| Monica Holler \| Suède \| Bigla \| + 20 s \| \| 10e \| Regina Schleicher \| Allemagne \| Equipe Nürnberger Versicherung \| + 20 s \| |                     |           |                                |                 |
| |                     |           |                                |                 |
| |                     |           |                                |                 |
| Classement général |                     |           |                                |                 |
| Coureur | Coureur             | Pays      | Équipe                         | Temps           |
| 1re | Ina-Yoko Teutenberg | Allemagne | Columbia Women                 | 6 h 59 min 01 s |
| 2e | Kirsten Wild        | Pays-Bas  | AA Drink-Cycling Team          | + 7 s           |
| 3e | Giorgia Bronzini    | Italie    | Titanedi-Frezza-Acca Due O     | + 18 s          |
| 4e | Mirjam Melchers     | Pays-Bas  | Flexpoint                      | + 18 s          |
| 5e | Vera Carrara        | Italie    | Team CMAX Dila                 | + 18 s          |
| 6e | Noemi Cantele       | Italie    | Bigla                          | + 20 s          |
| 7e | Nicole Brändli      | Suisse    | Bigla                          | + 20 s          |
| 8e | Loes Markerink      | Pays-Bas  | Flexpoint                      | + 20 s          |
| 9e | Monica Holler       | Suède     | Bigla                          | + 20 s          |
| 10e | Regina Schleicher   | Allemagne | Equipe Nürnberger Versicherung | + 20 s          |

### 3eétape
La victoire de la troisième étape se joue une nouvelle fois au sprint avec Ina-Yoko Teutenberg en vainqueur.
| \| Classement de l'étape \| Classement de l'étape \| Classement de l'étape \| Classement de l'étape \| Classement de l'étape \| \| Coureur \| Coureur \| Pays \| Équipe \| Temps \| \| --------------------- \| --------------------- \| --------------------- \| ----------------------------------- \| --------------------- \| \| 1re \| Ina-Yoko Teutenberg \| Allemagne \| Columbia Women \| 2 h 52 min 51 s \| \| 2e \| Monica Holler \| Suède \| Bigla \| + 0 s \| \| 3e \| Rochelle Gilmore \| Australie \| Menikini-Selle Italia-Masters Color \| + 0 s \| \| 4e \| Giorgia Bronzini \| Italie \| Titanedi-Frezza-Acca Due O \| + 0 s \| \| 5e \| Kirsten Wild \| Pays-Bas \| AA Drink-Cycling Team \| + 0 s \| \| 6e \| Alice Marmorini \| Italie \| Fenixs \| + 0 s \| \| 7e \| Arantzazu Azpiroz \| Espagne \| Bizkaia-Durango \| + 0 s \| \| 8e \| Loes Markerink \| Pays-Bas \| Flexpoint \| + 0 s \| \| 9e \| Martina Corazza \| Italie \| Gauss RDZ Ormu \| + 0 s \| \| 10e \| Julia Martisova \| Russie \| Gauss RDZ Ormu \| + 0 s \| |                     |           |                                     |                 |
| |                     |           |                                     |                 |
| |                     |           |                                     |                 |
| Classement de l'étape |                     |           |                                     |                 |
| Coureur | Coureur             | Pays      | Équipe                              | Temps           |
| 1re | Ina-Yoko Teutenberg | Allemagne | Columbia Women                      | 2 h 52 min 51 s |
| 2e | Monica Holler       | Suède     | Bigla                               | + 0 s           |
| 3e | Rochelle Gilmore    | Australie | Menikini-Selle Italia-Masters Color | + 0 s           |
| 4e | Giorgia Bronzini    | Italie    | Titanedi-Frezza-Acca Due O          | + 0 s           |
| 5e | Kirsten Wild        | Pays-Bas  | AA Drink-Cycling Team               | + 0 s           |
| 6e | Alice Marmorini     | Italie    | Fenixs                              | + 0 s           |
| 7e | Arantzazu Azpiroz   | Espagne   | Bizkaia-Durango                     | + 0 s           |
| 8e | Loes Markerink      | Pays-Bas  | Flexpoint                           | + 0 s           |
| 9e | Martina Corazza     | Italie    | Gauss RDZ Ormu                      | + 0 s           |
| 10e | Julia Martisova     | Russie    | Gauss RDZ Ormu                      | + 0 s           |

| \| Classement général \| Classement général \| Classement général \| Classement général \| Classement général \| \| Coureur \| Coureur \| Pays \| Équipe \| Temps \| \| ------------------ \| ------------------- \| ------------------ \| ------------------------------ \| ------------------ \| \| 1re \| Ina-Yoko Teutenberg \| Allemagne \| Columbia Women \| 9 h 51 min 42 s \| \| 2e \| Kirsten Wild \| Pays-Bas \| AA Drink-Cycling Team \| + 17 s \| \| 3e \| Monica Holler \| Suède \| Bigla \| + 24 s \| \| 4e \| Giorgia Bronzini \| Italie \| Titanedi-Frezza-Acca Due O \| + 28 s \| \| 5e \| Mirjam Melchers \| Pays-Bas \| Flexpoint \| + 28 s \| \| 6e \| Vera Carrara \| Italie \| Team CMAX Dila \| + 28 s \| \| 7e \| Noemi Cantele \| Italie \| Bigla \| + 30 s \| \| 8e \| Nicole Brändli \| Suisse \| Bigla \| + 30 s \| \| 9e \| Loes Markerink \| Pays-Bas \| Flexpoint \| + 30 s \| \| 10e \| Regina Schleicher \| Allemagne \| Equipe Nürnberger Versicherung \| + 30 s \| |                     |           |                                |                 |
| |                     |           |                                |                 |
| |                     |           |                                |                 |
| Classement général |                     |           |                                |                 |
| Coureur | Coureur             | Pays      | Équipe                         | Temps           |
| 1re | Ina-Yoko Teutenberg | Allemagne | Columbia Women                 | 9 h 51 min 42 s |
| 2e | Kirsten Wild        | Pays-Bas  | AA Drink-Cycling Team          | + 17 s          |
| 3e | Monica Holler       | Suède     | Bigla                          | + 24 s          |
| 4e | Giorgia Bronzini    | Italie    | Titanedi-Frezza-Acca Due O     | + 28 s          |
| 5e | Mirjam Melchers     | Pays-Bas  | Flexpoint                      | + 28 s          |
| 6e | Vera Carrara        | Italie    | Team CMAX Dila                 | + 28 s          |
| 7e | Noemi Cantele       | Italie    | Bigla                          | + 30 s          |
| 8e | Nicole Brändli      | Suisse    | Bigla                          | + 30 s          |
| 9e | Loes Markerink      | Pays-Bas  | Flexpoint                      | + 30 s          |
| 10e | Regina Schleicher   | Allemagne | Equipe Nürnberger Versicherung | + 30 s          |

### 4eétape
Linda Villumsen attaque au kilomètre quarante-trois. Elle a un faible écart et est reprise quatorze kilomètres plus loin. Le Prato a Ceragiola voit un groupe de quinze coureuses incluant la plupart des favorites se former. Fabiana Luperini hausse le rythme et s'isole à l'avant. Elle passe au sommet avec vingt-deux secondes d'avance sur un groupe comprend Edita Pučinskaitė, Claudia Häusler, Nicole Brändli et Tatiana Guderzo. Amber Neben profite de la descente pour revenir sur ce quatuor. Elles reprend Luperini au kilomètre quatre-vingt neuf. D'autres coureuses reviennent de l'arrière jusqu'au pied de la montée finale. Luperini repart immédiatement. Elle s'impose avec près d'une minute d'avance à domicile.
| \| Classement de l'étape \| Classement de l'étape \| Classement de l'étape \| Classement de l'étape \| Classement de l'étape \| \| Coureur \| Coureur \| Pays \| Équipe \| Temps \| \| --------------------- \| --------------------- \| --------------------- \| ----------------------------------- \| --------------------- \| \| 1re \| Fabiana Luperini \| Italie \| Menikini-Selle Italia-Masters Color \| 2 h 54 min 06 s \| \| 2e \| Edita Pučinskaitė \| Lituanie \| Equipe Nürnberger Versicherung \| + 54 s \| \| 3e \| Tatiana Guderzo \| Italie \| Gauss RDZ Ormu \| + 1 min 21 s \| \| 4e \| Claudia Häusler \| Allemagne \| Equipe Nürnberger Versicherung \| + 1 min 40 s \| \| 5e \| Nicole Brändli \| Suisse \| Bigla \| + 1 min 44 s \| \| 6e \| María Isabel Moreno \| Espagne \| Espagne \| + 2 min 20 s \| \| 7e \| Rosane Kirch \| Brésil \| SC Michela Fanini Record Rox \| + 3 min 15 s \| \| 8e \| Anna Sanchis \| Espagne \| Espagne \| + 3 min 21 s \| \| 9e \| Jolanta Polikevičiūtė \| Lituanie \| USC Chirio Forno d'Asolo \| + 3 min 27 s \| \| 10e \| Amber Neben \| États-Unis \| Flexpoint \| + 3 min 33 s \| |                       |            |                                     |                 |
| |                       |            |                                     |                 |
| |                       |            |                                     |                 |
| Classement de l'étape |                       |            |                                     |                 |
| Coureur | Coureur               | Pays       | Équipe                              | Temps           |
| 1re | Fabiana Luperini      | Italie     | Menikini-Selle Italia-Masters Color | 2 h 54 min 06 s |
| 2e | Edita Pučinskaitė     | Lituanie   | Equipe Nürnberger Versicherung      | + 54 s          |
| 3e | Tatiana Guderzo       | Italie     | Gauss RDZ Ormu                      | + 1 min 21 s    |
| 4e | Claudia Häusler       | Allemagne  | Equipe Nürnberger Versicherung      | + 1 min 40 s    |
| 5e | Nicole Brändli        | Suisse     | Bigla                               | + 1 min 44 s    |
| 6e | María Isabel Moreno   | Espagne    | Espagne                             | + 2 min 20 s    |
| 7e | Rosane Kirch          | Brésil     | SC Michela Fanini Record Rox        | + 3 min 15 s    |
| 8e | Anna Sanchis          | Espagne    | Espagne                             | + 3 min 21 s    |
| 9e | Jolanta Polikevičiūtė | Lituanie   | USC Chirio Forno d'Asolo            | + 3 min 27 s    |
| 10e | Amber Neben           | États-Unis | Flexpoint                           | + 3 min 33 s    |

| \| Classement général \| Classement général \| Classement général \| Classement général \| Classement général \| \| Coureur \| Coureur \| Pays \| Équipe \| Temps \| \| ------------------ \| --------------------- \| ------------------ \| ----------------------------------- \| ------------------ \| \| 1re \| Fabiana Luperini \| Italie \| Menikini-Selle Italia-Masters Color \| 12 h 46 min 12 s \| \| 2e \| Edita Pučinskaitė \| Lituanie \| Equipe Nürnberger Versicherung \| + 57 s \| \| 3e \| Tatiana Guderzo \| Italie \| Gauss RDZ Ormu \| + 1 min 26 s \| \| 4e \| Claudia Häusler \| Allemagne \| Equipe Nürnberger Versicherung \| + 1 min 49 s \| \| 5e \| Nicole Brändli \| Suisse \| Bigla \| + 1 min 50 s \| \| 6e \| María Isabel Moreno \| Espagne \| Espagne \| + 2 min 41 s \| \| 7e \| Rosane Kirch \| Brésil \| SC Michela Fanini Record Rox \| + 3 min 31 s \| \| 8e \| Jolanta Polikevičiūtė \| Lituanie \| USC Chirio Forno d'Asolo \| + 3 min 41 s \| \| 9e \| Anna Sanchis \| Espagne \| Espagne \| + 3 min 43 s \| \| 10e \| Amber Neben \| États-Unis \| Flexpoint \| + 3 min 44 s \| |                       |            |                                     |                  |
| |                       |            |                                     |                  |
| |                       |            |                                     |                  |
| Classement général |                       |            |                                     |                  |
| Coureur | Coureur               | Pays       | Équipe                              | Temps            |
| 1re | Fabiana Luperini      | Italie     | Menikini-Selle Italia-Masters Color | 12 h 46 min 12 s |
| 2e | Edita Pučinskaitė     | Lituanie   | Equipe Nürnberger Versicherung      | + 57 s           |
| 3e | Tatiana Guderzo       | Italie     | Gauss RDZ Ormu                      | + 1 min 26 s     |
| 4e | Claudia Häusler       | Allemagne  | Equipe Nürnberger Versicherung      | + 1 min 49 s     |
| 5e | Nicole Brändli        | Suisse     | Bigla                               | + 1 min 50 s     |
| 6e | María Isabel Moreno   | Espagne    | Espagne                             | + 2 min 41 s     |
| 7e | Rosane Kirch          | Brésil     | SC Michela Fanini Record Rox        | + 3 min 31 s     |
| 8e | Jolanta Polikevičiūtė | Lituanie   | USC Chirio Forno d'Asolo            | + 3 min 41 s     |
| 9e | Anna Sanchis          | Espagne    | Espagne                             | + 3 min 43 s     |
| 10e | Amber Neben           | États-Unis | Flexpoint                           | + 3 min 44 s     |

### 5eétape
Vicki Whitelaw remporte le contre-la-montre devant Zulfiya Zabirova qui n'a pu s'échauffer que brièvement. Au niveau du classement général, Fabiana Luperini perd peu de temps sur ses adversaires : neuf secondes sur Edita Pučinskaitė et dix sur Tatiana Guderzo. Nicole Brändli, fatiguée de la veille, est auteur d'une contre-performance et ne reprend aucun temps sur la leader du classement général. Amber Neben, troisième remonte dans le top dix.
| \| Classement de l'étape \| Classement de l'étape \| Classement de l'étape \| Classement de l'étape \| Classement de l'étape \| \| Coureur \| Coureur \| Pays \| Équipe \| Temps \| \| --------------------- \| --------------------- \| --------------------- \| ------------------------------ \| --------------------- \| \| 1re \| Vicki Whitelaw \| Australie \| Australie \| 11 min 53 s \| \| 2e \| Zulfiya Zabirova \| Kazakhstan \| Bigla \| + 0 s \| \| 3e \| Amber Neben \| États-Unis \| Flexpoint \| + 1 s \| \| 4e \| Linda Villumsen \| Danemark \| Columbia Women \| + 1 s \| \| 5e \| Charlotte Becker \| Allemagne \| Equipe Nürnberger Versicherung \| + 3 s \| \| 6e \| Kirsten Wild \| Pays-Bas \| AA Drink-Cycling Team \| + 3 s \| \| 7e \| Susanne Ljungskog \| Suède \| Flexpoint \| + 11 s \| \| 8e \| Sara Carrigan \| Australie \| Lotto-Belisol Ladiesteam \| + 12 s \| \| 9e \| Marta Vilajosana \| Espagne \| Team CMAX Dila \| + 13 s \| \| 10e \| Mirjam Melchers \| Pays-Bas \| Flexpoint \| + 13 s \| |                   |            |                                |             |
| |                   |            |                                |             |
| |                   |            |                                |             |
| Classement de l'étape |                   |            |                                |             |
| Coureur | Coureur           | Pays       | Équipe                         | Temps       |
| 1re | Vicki Whitelaw    | Australie  | Australie                      | 11 min 53 s |
| 2e | Zulfiya Zabirova  | Kazakhstan | Bigla                          | + 0 s       |
| 3e | Amber Neben       | États-Unis | Flexpoint                      | + 1 s       |
| 4e | Linda Villumsen   | Danemark   | Columbia Women                 | + 1 s       |
| 5e | Charlotte Becker  | Allemagne  | Equipe Nürnberger Versicherung | + 3 s       |
| 6e | Kirsten Wild      | Pays-Bas   | AA Drink-Cycling Team          | + 3 s       |
| 7e | Susanne Ljungskog | Suède      | Flexpoint                      | + 11 s      |
| 8e | Sara Carrigan     | Australie  | Lotto-Belisol Ladiesteam       | + 12 s      |
| 9e | Marta Vilajosana  | Espagne    | Team CMAX Dila                 | + 13 s      |
| 10e | Mirjam Melchers   | Pays-Bas   | Flexpoint                      | + 13 s      |

| \| Classement général \| Classement général \| Classement général \| Classement général \| Classement général \| \| Coureur \| Coureur \| Pays \| Équipe \| Temps \| \| ------------------ \| --------------------- \| ------------------ \| ----------------------------------- \| ------------------ \| \| 1re \| Fabiana Luperini \| Italie \| Menikini-Selle Italia-Masters Color \| 12 h 58 min 40 s \| \| 2e \| Edita Pučinskaitė \| Lituanie \| Equipe Nürnberger Versicherung \| + 48 s \| \| 3e \| Tatiana Guderzo \| Italie \| Gauss RDZ Ormu \| + 1 min 16 s \| \| 4e \| Nicole Brändli \| Suisse \| Bigla \| + 1 min 48 s \| \| 5e \| Claudia Häusler \| Allemagne \| Equipe Nürnberger Versicherung \| + 1 min 48 s \| \| 6e \| Amber Neben \| États-Unis \| Flexpoint \| + 3 min 10 s \| \| 7e \| María Isabel Moreno \| Espagne \| Espagne \| + 3 min 18 s \| \| 8e \| Mirjam Melchers \| Pays-Bas \| Flexpoint \| + 3 min 36 s \| \| 9e \| Rosane Kirch \| Brésil \| SC Michela Fanini Record Rox \| + 3 min 44 s \| \| 10e \| Jolanta Polikevičiūtė \| Lituanie \| USC Chirio Forno d'Asolo \| + 3 min 52 s \| |                       |            |                                     |                  |
| |                       |            |                                     |                  |
| |                       |            |                                     |                  |
| Classement général |                       |            |                                     |                  |
| Coureur | Coureur               | Pays       | Équipe                              | Temps            |
| 1re | Fabiana Luperini      | Italie     | Menikini-Selle Italia-Masters Color | 12 h 58 min 40 s |
| 2e | Edita Pučinskaitė     | Lituanie   | Equipe Nürnberger Versicherung      | + 48 s           |
| 3e | Tatiana Guderzo       | Italie     | Gauss RDZ Ormu                      | + 1 min 16 s     |
| 4e | Nicole Brändli        | Suisse     | Bigla                               | + 1 min 48 s     |
| 5e | Claudia Häusler       | Allemagne  | Equipe Nürnberger Versicherung      | + 1 min 48 s     |
| 6e | Amber Neben           | États-Unis | Flexpoint                           | + 3 min 10 s     |
| 7e | María Isabel Moreno   | Espagne    | Espagne                             | + 3 min 18 s     |
| 8e | Mirjam Melchers       | Pays-Bas   | Flexpoint                           | + 3 min 36 s     |
| 9e | Rosane Kirch          | Brésil     | SC Michela Fanini Record Rox        | + 3 min 44 s     |
| 10e | Jolanta Polikevičiūtė | Lituanie   | USC Chirio Forno d'Asolo            | + 3 min 52 s     |

### 6eétape
La météo est pluvieuse. Clemilda Fernandes est la première échappée, mais sa fugue est éphémère. Au kilomètre vingt, un groupe contenant entre autres : Eva Lutz, Ina-Yoko Teutenberg, Monica Holler, Agne Bagdonaviciutė et Julia Martisova, sort. Il est également rapidement repris. Dans la première difficulté du parcours, un nouveau groupe se forme avec notamment Kimberly Anderson, Jennifer Hohl et Andrea Thürig. Les favorites temporisent derrière. Dans la descente, Noemi Cantele et Nicole Brändli attaquent, comptant mettre à profit leur qualité de descendeuses face à Luperini. Dans la dernière ascension, Brändli part seule. Néanmoins, elle est reprise par un groupe de favorites avec Amber Neben, Luperini et Claudia Häusler à un kilomètre du sommet. Edita Pučinskaitė n'est pas présente. L'Américaine passe à l'offensive et passe en tête seule. Häusler revient sur celle-ci, mais elles sont dépassées par Brändli qui prend tous les risques dans la descente humide. Cela ne paie pas, et elle chute dans un virage, mais repart immédiatement. Les trois coureuses unissent leur effort pour distancer Luperini au classement général. Häusler prend le dernier virage en tête et parvient à conserver quelques mètres d'avance. Luperini et Guderzo arrivent près d'une minute plus tard. Häusler remonte à la deuxième place du classement général.
| \| Classement de l'étape \| Classement de l'étape \| Classement de l'étape \| Classement de l'étape \| Classement de l'étape \| \| Coureur \| Coureur \| Pays \| Équipe \| Temps \| \| --------------------- \| --------------------- \| --------------------- \| ----------------------------------- \| --------------------- \| \| 1re \| Claudia Häusler \| Allemagne \| Equipe Nürnberger Versicherung \| 3 h 13 min 13 s \| \| 2e \| Amber Neben \| États-Unis \| Flexpoint \| + 0 s \| \| 3e \| Nicole Brändli \| Suisse \| Bigla \| + 2 s \| \| 4e \| Tatiana Guderzo \| Italie \| Gauss RDZ Ormu \| + 56 s \| \| 5e \| Fabiana Luperini \| Italie \| Menikini-Selle Italia-Masters Color \| + 56 s \| \| 6e \| Anna Sanchis \| Espagne \| Espagne \| + 59 s \| \| 7e \| Edita Pučinskaitė \| Lituanie \| Equipe Nürnberger Versicherung \| + 3 min 01 s \| \| 8e \| Marta Bastianelli \| Italie \| Team CMAX Dila \| + 3 min 01 s \| \| 9e \| Jolanta Polikevičiūtė \| Lituanie \| USC Chirio Forno d'Asolo \| + 3 min 01 s \| \| 10e \| Judith Arndt \| Allemagne \| Columbia Women \| + 3 min 01 s \| |                       |            |                                     |                 |
| |                       |            |                                     |                 |
| |                       |            |                                     |                 |
| Classement de l'étape |                       |            |                                     |                 |
| Coureur | Coureur               | Pays       | Équipe                              | Temps           |
| 1re | Claudia Häusler       | Allemagne  | Equipe Nürnberger Versicherung      | 3 h 13 min 13 s |
| 2e | Amber Neben           | États-Unis | Flexpoint                           | + 0 s           |
| 3e | Nicole Brändli        | Suisse     | Bigla                               | + 2 s           |
| 4e | Tatiana Guderzo       | Italie     | Gauss RDZ Ormu                      | + 56 s          |
| 5e | Fabiana Luperini      | Italie     | Menikini-Selle Italia-Masters Color | + 56 s          |
| 6e | Anna Sanchis          | Espagne    | Espagne                             | + 59 s          |
| 7e | Edita Pučinskaitė     | Lituanie   | Equipe Nürnberger Versicherung      | + 3 min 01 s    |
| 8e | Marta Bastianelli     | Italie     | Team CMAX Dila                      | + 3 min 01 s    |
| 9e | Jolanta Polikevičiūtė | Lituanie   | USC Chirio Forno d'Asolo            | + 3 min 01 s    |
| 10e | Judith Arndt          | Allemagne  | Columbia Women                      | + 3 min 01 s    |

| \| Classement général \| Classement général \| Classement général \| Classement général \| Classement général \| \| Coureur \| Coureur \| Pays \| Équipe \| Temps \| \| ------------------ \| --------------------- \| ------------------ \| ----------------------------------- \| ------------------ \| \| 1re \| Fabiana Luperini \| Italie \| Menikini-Selle Italia-Masters Color \| 16 h 12 min 49 s \| \| 2e \| Claudia Häusler \| Allemagne \| Equipe Nürnberger Versicherung \| + 42 s \| \| 3e \| Nicole Brändli \| Suisse \| Bigla \| + 50 s \| \| 4e \| Tatiana Guderzo \| Italie \| Gauss RDZ Ormu \| + 1 min 16 s \| \| 5e \| Amber Neben \| États-Unis \| Flexpoint \| + 2 min 08 s \| \| 6e \| Edita Pučinskaitė \| Lituanie \| Equipe Nürnberger Versicherung \| + 2 min 53 s \| \| 7e \| Anna Sanchis \| Espagne \| Espagne \| + 4 min 21 s \| \| 8e \| Jolanta Polikevičiūtė \| Lituanie \| USC Chirio Forno d'Asolo \| + 5 min 57 s \| \| 9e \| Marta Bastianelli \| Italie \| Team CMAX Dila \| + 7 min 11 s \| \| 10e \| Judith Arndt \| Allemagne \| Columbia Women \| + 7 min 42 s \| |                       |            |                                     |                  |
| |                       |            |                                     |                  |
| |                       |            |                                     |                  |
| Classement général |                       |            |                                     |                  |
| Coureur | Coureur               | Pays       | Équipe                              | Temps            |
| 1re | Fabiana Luperini      | Italie     | Menikini-Selle Italia-Masters Color | 16 h 12 min 49 s |
| 2e | Claudia Häusler       | Allemagne  | Equipe Nürnberger Versicherung      | + 42 s           |
| 3e | Nicole Brändli        | Suisse     | Bigla                               | + 50 s           |
| 4e | Tatiana Guderzo       | Italie     | Gauss RDZ Ormu                      | + 1 min 16 s     |
| 5e | Amber Neben           | États-Unis | Flexpoint                           | + 2 min 08 s     |
| 6e | Edita Pučinskaitė     | Lituanie   | Equipe Nürnberger Versicherung      | + 2 min 53 s     |
| 7e | Anna Sanchis          | Espagne    | Espagne                             | + 4 min 21 s     |
| 8e | Jolanta Polikevičiūtė | Lituanie   | USC Chirio Forno d'Asolo            | + 5 min 57 s     |
| 9e | Marta Bastianelli     | Italie     | Team CMAX Dila                      | + 7 min 11 s     |
| 10e | Judith Arndt          | Allemagne  | Columbia Women                      | + 7 min 42 s     |

### 7eétape
Contrairement à la veille, la météo est sèche. Dans la Giovenzana, Amber Neben et Fabiana Luperini sortent. Elles se relaient durant toute l'étape, même si l'Italienne distance à plusieurs reprises l'Américaine dans les montée, cette dernière revient sur le plat grâce à ses qualités de rouleuses. À deux kilomètres de l'arrivée, Luperini accélère et termine seule. Neben prend la deuxième du classement général. Les écarts sont importants.
| \| Classement de l'étape \| Classement de l'étape \| Classement de l'étape \| Classement de l'étape \| Classement de l'étape \| \| Coureur \| Coureur \| Pays \| Équipe \| Temps \| \| --------------------- \| --------------------- \| --------------------- \| ----------------------------------- \| --------------------- \| \| 1re \| Fabiana Luperini \| Italie \| Menikini-Selle Italia-Masters Color \| 2 h 21 min 04 s \| \| 2e \| Amber Neben \| États-Unis \| Flexpoint \| + 34 s \| \| 3e \| Tatiana Guderzo \| Italie \| Gauss RDZ Ormu \| + 1 min 40 s \| \| 4e \| Marta Bastianelli \| Italie \| Team CMAX Dila \| + 1 min 54 s \| \| 5e \| Claudia Häusler \| Allemagne \| Equipe Nürnberger Versicherung \| + 1 min 57 s \| \| 6e \| Edita Pučinskaitė \| Lituanie \| Equipe Nürnberger Versicherung \| + 2 min 04 s \| \| 7e \| Anna Sanchis \| Espagne \| Espagne \| + 2 min 06 s \| \| 8e \| Susanne Ljungskog \| Suède \| Flexpoint \| + 2 min 10 s \| \| 9e \| Jolanta Polikevičiūtė \| Lituanie \| USC Chirio Forno d'Asolo \| + 2 min 16 s \| \| 10e \| Grete Treier \| Estonie \| Gauss RDZ Ormu \| + 2 min 19 s \| |                       |            |                                     |                 |
| |                       |            |                                     |                 |
| |                       |            |                                     |                 |
| Classement de l'étape |                       |            |                                     |                 |
| Coureur | Coureur               | Pays       | Équipe                              | Temps           |
| 1re | Fabiana Luperini      | Italie     | Menikini-Selle Italia-Masters Color | 2 h 21 min 04 s |
| 2e | Amber Neben           | États-Unis | Flexpoint                           | + 34 s          |
| 3e | Tatiana Guderzo       | Italie     | Gauss RDZ Ormu                      | + 1 min 40 s    |
| 4e | Marta Bastianelli     | Italie     | Team CMAX Dila                      | + 1 min 54 s    |
| 5e | Claudia Häusler       | Allemagne  | Equipe Nürnberger Versicherung      | + 1 min 57 s    |
| 6e | Edita Pučinskaitė     | Lituanie   | Equipe Nürnberger Versicherung      | + 2 min 04 s    |
| 7e | Anna Sanchis          | Espagne    | Espagne                             | + 2 min 06 s    |
| 8e | Susanne Ljungskog     | Suède      | Flexpoint                           | + 2 min 10 s    |
| 9e | Jolanta Polikevičiūtė | Lituanie   | USC Chirio Forno d'Asolo            | + 2 min 16 s    |
| 10e | Grete Treier          | Estonie    | Gauss RDZ Ormu                      | + 2 min 19 s    |

| \| Classement général \| Classement général \| Classement général \| Classement général \| Classement général \| \| Coureur \| Coureur \| Pays \| Équipe \| Temps \| \| ------------------ \| --------------------- \| ------------------ \| ----------------------------------- \| ------------------ \| \| 1re \| Fabiana Luperini \| Italie \| Menikini-Selle Italia-Masters Color \| 18 h 33 min 43 s \| \| 2e \| Amber Neben \| États-Unis \| Flexpoint \| + 2 min 46 s \| \| 3e \| Claudia Häusler \| Allemagne \| Equipe Nürnberger Versicherung \| + 2 min 49 s \| \| 4e \| Tatiana Guderzo \| Italie \| Gauss RDZ Ormu \| + 3 min 02 s \| \| 5e \| Nicole Brändli \| Suisse \| Bigla \| + 3 min 21 s \| \| 6e \| Edita Pučinskaitė \| Lituanie \| Equipe Nürnberger Versicherung \| + 5 min 07 s \| \| 7e \| Anna Sanchis \| Espagne \| Espagne \| + 6 min 37 s \| \| 8e \| Jolanta Polikevičiūtė \| Lituanie \| USC Chirio Forno d'Asolo \| + 8 min 23 s \| \| 9e \| Marta Bastianelli \| Italie \| Team CMAX Dila \| + 9 min 15 s \| \| 10e \| Judith Arndt \| Allemagne \| Columbia Women \| + 10 min 11 s \| |                       |            |                                     |                  |
| |                       |            |                                     |                  |
| |                       |            |                                     |                  |
| Classement général |                       |            |                                     |                  |
| Coureur | Coureur               | Pays       | Équipe                              | Temps            |
| 1re | Fabiana Luperini      | Italie     | Menikini-Selle Italia-Masters Color | 18 h 33 min 43 s |
| 2e | Amber Neben           | États-Unis | Flexpoint                           | + 2 min 46 s     |
| 3e | Claudia Häusler       | Allemagne  | Equipe Nürnberger Versicherung      | + 2 min 49 s     |
| 4e | Tatiana Guderzo       | Italie     | Gauss RDZ Ormu                      | + 3 min 02 s     |
| 5e | Nicole Brändli        | Suisse     | Bigla                               | + 3 min 21 s     |
| 6e | Edita Pučinskaitė     | Lituanie   | Equipe Nürnberger Versicherung      | + 5 min 07 s     |
| 7e | Anna Sanchis          | Espagne    | Espagne                             | + 6 min 37 s     |
| 8e | Jolanta Polikevičiūtė | Lituanie   | USC Chirio Forno d'Asolo            | + 8 min 23 s     |
| 9e | Marta Bastianelli     | Italie     | Team CMAX Dila                      | + 9 min 15 s     |
| 10e | Judith Arndt          | Allemagne  | Columbia Women                      | + 10 min 11 s    |

### 8eétape
Les attaques se succèdent sur ce circuit. Marta Vilajosana sort ainsi avec Charlotte Becker, Judith Arndt, Andrea Thürig et Silvia Valsecchi. Plus tard, un autre groupe est formé de Linda Villumsen, Grete Treier et Giorgia Bronzini. Dans l'avant dernier tour, Zulfiya Zabirova et Julia Martisova attaquent. La formation Columbia mène la poursuite et reprend le dangereux duo. Au sprint, Ina-Yoko Teutenberg remporte sa quatrième étape.
| \| Classement de l'étape \| Classement de l'étape \| Classement de l'étape \| Classement de l'étape \| Classement de l'étape \| \| Coureur \| Coureur \| Pays \| Équipe \| Temps \| \| --------------------- \| --------------------- \| --------------------- \| --------------------------------- \| --------------------- \| \| 1re \| Ina-Yoko Teutenberg \| Allemagne \| Columbia Women \| 2 h 44 min 48 s \| \| 2e \| Kirsten Wild \| Pays-Bas \| AA Drink-Cycling Team \| + 0 s \| \| 3e \| Giorgia Bronzini \| Italie \| Titanedi-Frezza-Acca Due O \| + 0 s \| \| 4e \| Grete Treier \| Estonie \| Gauss RDZ Ormu \| + 0 s \| \| 5e \| Monica Holler \| Suède \| Bigla \| + 0 s \| \| 6e \| Rasa Leleivytė \| Lituanie \| SC Michela Fanini Record Rox \| + 0 s \| \| 7e \| Monia Baccaille \| Italie \| Fenixs \| + 0 s \| \| 8e \| Jolanta Polikevičiūtė \| Lituanie \| USC Chirio Forno d'Asolo \| + 0 s \| \| 9e \| Anna Zugno \| Italie \| Top Girls Fassa Bortolo Raxy Line \| + 0 s \| \| 10e \| Marta Bastianelli \| Italie \| Team CMAX Dila \| + 0 s \| |                       |           |                                   |                 |
| |                       |           |                                   |                 |
| |                       |           |                                   |                 |
| Classement de l'étape |                       |           |                                   |                 |
| Coureur | Coureur               | Pays      | Équipe                            | Temps           |
| 1re | Ina-Yoko Teutenberg   | Allemagne | Columbia Women                    | 2 h 44 min 48 s |
| 2e | Kirsten Wild          | Pays-Bas  | AA Drink-Cycling Team             | + 0 s           |
| 3e | Giorgia Bronzini      | Italie    | Titanedi-Frezza-Acca Due O        | + 0 s           |
| 4e | Grete Treier          | Estonie   | Gauss RDZ Ormu                    | + 0 s           |
| 5e | Monica Holler         | Suède     | Bigla                             | + 0 s           |
| 6e | Rasa Leleivytė        | Lituanie  | SC Michela Fanini Record Rox      | + 0 s           |
| 7e | Monia Baccaille       | Italie    | Fenixs                            | + 0 s           |
| 8e | Jolanta Polikevičiūtė | Lituanie  | USC Chirio Forno d'Asolo          | + 0 s           |
| 9e | Anna Zugno            | Italie    | Top Girls Fassa Bortolo Raxy Line | + 0 s           |
| 10e | Marta Bastianelli     | Italie    | Team CMAX Dila                    | + 0 s           |

## Classement général final
| \| Classement général \| Classement général \| Classement général \| Classement général \| Classement général \| \| Coureur \| Coureur \| Pays \| Équipe \| Temps \| \| ------------------ \| --------------------- \| ------------------ \| ----------------------------------- \| ------------------ \| \| 1re \| Fabiana Luperini \| Italie \| Menikini-Selle Italia-Masters Color \| 21 h 18 min 40 s \| \| 2e \| Amber Neben \| États-Unis \| Flexpoint \| + 2 min 37 s \| \| 3e \| Claudia Häusler \| Allemagne \| Equipe Nürnberger Versicherung \| + 2 min 40 s \| \| 4e \| Tatiana Guderzo \| Italie \| Gauss RDZ Ormu \| + 2 min 53 s \| \| 5e \| Nicole Brändli \| Suisse \| Bigla \| + 3 min 12 s \| \| 6e \| Edita Pučinskaitė \| Lituanie \| Equipe Nürnberger Versicherung \| + 4 min 58 s \| \| 7e \| Anna Sanchis \| Espagne \| Espagne \| + 6 min 37 s \| \| 8e \| Jolanta Polikevičiūtė \| Lituanie \| USC Chirio Forno d'Asolo \| + 8 min 14 s \| \| 9e \| Marta Bastianelli \| Italie \| Team CMAX Dila \| + 9 min 06 s \| \| 10e \| Judith Arndt \| Allemagne \| Columbia Women \| + 10 min 02 s \| |                       |            |                                     |                  |
| |                       |            |                                     |                  |
| |                       |            |                                     |                  |
| Classement général |                       |            |                                     |                  |
| Coureur | Coureur               | Pays       | Équipe                              | Temps            |
| 1re | Fabiana Luperini      | Italie     | Menikini-Selle Italia-Masters Color | 21 h 18 min 40 s |
| 2e | Amber Neben           | États-Unis | Flexpoint                           | + 2 min 37 s     |
| 3e | Claudia Häusler       | Allemagne  | Equipe Nürnberger Versicherung      | + 2 min 40 s     |
| 4e | Tatiana Guderzo       | Italie     | Gauss RDZ Ormu                      | + 2 min 53 s     |
| 5e | Nicole Brändli        | Suisse     | Bigla                               | + 3 min 12 s     |
| 6e | Edita Pučinskaitė     | Lituanie   | Equipe Nürnberger Versicherung      | + 4 min 58 s     |
| 7e | Anna Sanchis          | Espagne    | Espagne                             | + 6 min 37 s     |
| 8e | Jolanta Polikevičiūtė | Lituanie   | USC Chirio Forno d'Asolo            | + 8 min 14 s     |
| 9e | Marta Bastianelli     | Italie     | Team CMAX Dila                      | + 9 min 06 s     |
| 10e | Judith Arndt          | Allemagne  | Columbia Women                      | + 10 min 02 s    |

## Classements annexes
| Classement par points | Classement par points | Classement par points | Classement par points               | Classement par points |
| Coureur               | Coureur               | Pays                  | Équipe                              | Points                |
| --------------------- | --------------------- | --------------------- | ----------------------------------- | --------------------- |
| 1re                   | Ina-Yoko Teutenberg   | Allemagne             | Columbia Women                      | 60 pts                |
| 2e                    | Kirsten Wild          | Pays-Bas              | AA Drink-Cycling Team               | 47 pts                |
| 3e                    | Fabiana Luperini      | Italie                | Menikini-Selle Italia-Masters Color | 36 pts                |
| 4e                    | Giorgia Bronzini      | Italie                | Titanedi-Frezza-Acca Due O          | 36 pts                |
| 5e                    | Amber Neben           | États-Unis            | Flexpoint                           | 35 pts                |
| 6e                    | Claudia Häusler       | Allemagne             | Equipe Nürnberger Versicherung      | 29 pts                |
| 7e                    | Tatiana Guderzo       | Italie                | Gauss RDZ Ormu                      | 28 pts                |
| 8e                    | Edita Pučinskaitė     | Lituanie              | Equipe Nürnberger Versicherung      | 21 pts                |
| 9e                    | Monica Holler         | Suède                 | Bigla                               | 21 pts                |
| 10e                   | Grete Treier          | Estonie               | Gauss RDZ Ormu                      | 17 pts                |

| Classement par points | Classement par points | Classement par points | Classement par points               | Classement par points |
| Coureur               | Coureur               | Pays                  | Équipe                              | Points                |
| --------------------- | --------------------- | --------------------- | ----------------------------------- | --------------------- |
| 1re                   | Ina-Yoko Teutenberg   | Allemagne             | Columbia Women                      | 60 pts                |
| 2e                    | Kirsten Wild          | Pays-Bas              | AA Drink-Cycling Team               | 47 pts                |
| 3e                    | Fabiana Luperini      | Italie                | Menikini-Selle Italia-Masters Color | 36 pts                |
| 4e                    | Giorgia Bronzini      | Italie                | Titanedi-Frezza-Acca Due O          | 36 pts                |
| 5e                    | Amber Neben           | États-Unis            | Flexpoint                           | 35 pts                |
| 6e                    | Claudia Häusler       | Allemagne             | Equipe Nürnberger Versicherung      | 29 pts                |
| 7e                    | Tatiana Guderzo       | Italie                | Gauss RDZ Ormu                      | 28 pts                |
| 8e                    | Edita Pučinskaitė     | Lituanie              | Equipe Nürnberger Versicherung      | 21 pts                |
| 9e                    | Monica Holler         | Suède                 | Bigla                               | 21 pts                |
| 10e                   | Grete Treier          | Estonie               | Gauss RDZ Ormu                      | 17 pts                |

| Classement de la montagne | Classement de la montagne | Classement de la montagne | Classement de la montagne           | Classement de la montagne |
| Coureur                   | Coureur                   | Pays                      | Équipe                              | Points                    |
| ------------------------- | ------------------------- | ------------------------- | ----------------------------------- | ------------------------- |
| 1re                       | Fabiana Luperini          | Italie                    | Menikini-Selle Italia-Masters Color | 67 pts                    |
| 2e                        | Amber Neben               | États-Unis                | Flexpoint                           | 58 pts                    |
| 3e                        | Claudia Häusler           | Allemagne                 | Equipe Nürnberger Versicherung      | 48 pts                    |
| 4e                        | Tatiana Guderzo           | Italie                    | Gauss RDZ Ormu                      | 40 pts                    |
| 5e                        | Marta Bastianelli         | Italie                    | Team CMAX Dila                      | 21 pts                    |
| 6e                        | Nicole Brändli            | Suisse                    | Bigla                               | 20 pts                    |
| 7e                        | Edita Pučinskaitė         | Lituanie                  | Equipe Nürnberger Versicherung      | 11 pts                    |
| 8e                        | Anna Sanchis              | Espagne                   | Espagne                             | 5 pts                     |
| 9e                        | Zulfiya Zabirova          | Kazakhstan                | Bigla                               | 4 pts                     |
| 10e                       | Susanne Ljungskog         | Suède                     | Flexpoint                           | 1 pt                      |

| Classement de la montagne | Classement de la montagne | Classement de la montagne | Classement de la montagne           | Classement de la montagne |
| Coureur                   | Coureur                   | Pays                      | Équipe                              | Points                    |
| ------------------------- | ------------------------- | ------------------------- | ----------------------------------- | ------------------------- |
| 1re                       | Fabiana Luperini          | Italie                    | Menikini-Selle Italia-Masters Color | 67 pts                    |
| 2e                        | Amber Neben               | États-Unis                | Flexpoint                           | 58 pts                    |
| 3e                        | Claudia Häusler           | Allemagne                 | Equipe Nürnberger Versicherung      | 48 pts                    |
| 4e                        | Tatiana Guderzo           | Italie                    | Gauss RDZ Ormu                      | 40 pts                    |
| 5e                        | Marta Bastianelli         | Italie                    | Team CMAX Dila                      | 21 pts                    |
| 6e                        | Nicole Brändli            | Suisse                    | Bigla                               | 20 pts                    |
| 7e                        | Edita Pučinskaitė         | Lituanie                  | Equipe Nürnberger Versicherung      | 11 pts                    |
| 8e                        | Anna Sanchis              | Espagne                   | Espagne                             | 5 pts                     |
| 9e                        | Zulfiya Zabirova          | Kazakhstan                | Bigla                               | 4 pts                     |
| 10e                       | Susanne Ljungskog         | Suède                     | Flexpoint                           | 1 pt                      |

| Classement du meilleur jeune | Classement du meilleur jeune | Classement du meilleur jeune | Classement du meilleur jeune           | Classement du meilleur jeune |
| Coureur                      | Coureur                      | Pays                         | Équipe                                 | Temps                        |
| ---------------------------- | ---------------------------- | ---------------------------- | -------------------------------------- | ---------------------------- |
| 1re                          | Claudia Häusler              | Allemagne                    | Equipe Nürnberger Versicherung         | 21 h 21 min 20 s             |
| 2e                           | Anna Sanchis                 | Espagne                      | Espagne                                | + 3 min 57 s                 |
| 3e                           | Marta Bastianelli            | Italie                       | Team CMAX Dila                         | + 6 min 26 s                 |
| 4e                           | Linda Villumsen              | Danemark                     | Columbia Women                         | + 26 min 22 s                |
| 5e                           | Alona Andruk                 | Ukraine                      | USC Chirio Forno d'Asolo               | + 26 min 34 s                |
| 6e                           | Jennifer Hohl                | Suisse                       | Bigla                                  | + 34 min 19 s                |
| 7e                           | Francesca Tognali            | Italie                       | Top Girls Fassa Bortolo Raxy Line      | + 40 min 28 s                |
| 8e                           | Tiffany Cromwell             | Australie                    | Colavita-Sutter Home p/b Cooking Light | + 40 min 31 s                |
| 9e                           | Alice Donadoni               | Italie                       | Team CMAX Dila                         | + 42 min 44 s                |
| 10e                          | Carlee Taylor                | Australie                    | Australie                              | + 42 min 45 s                |

| Classement du meilleur jeune | Classement du meilleur jeune | Classement du meilleur jeune | Classement du meilleur jeune           | Classement du meilleur jeune |
| Coureur                      | Coureur                      | Pays                         | Équipe                                 | Temps                        |
| ---------------------------- | ---------------------------- | ---------------------------- | -------------------------------------- | ---------------------------- |
| 1re                          | Claudia Häusler              | Allemagne                    | Equipe Nürnberger Versicherung         | 21 h 21 min 20 s             |
| 2e                           | Anna Sanchis                 | Espagne                      | Espagne                                | + 3 min 57 s                 |
| 3e                           | Marta Bastianelli            | Italie                       | Team CMAX Dila                         | + 6 min 26 s                 |
| 4e                           | Linda Villumsen              | Danemark                     | Columbia Women                         | + 26 min 22 s                |
| 5e                           | Alona Andruk                 | Ukraine                      | USC Chirio Forno d'Asolo               | + 26 min 34 s                |
| 6e                           | Jennifer Hohl                | Suisse                       | Bigla                                  | + 34 min 19 s                |
| 7e                           | Francesca Tognali            | Italie                       | Top Girls Fassa Bortolo Raxy Line      | + 40 min 28 s                |
| 8e                           | Tiffany Cromwell             | Australie                    | Colavita-Sutter Home p/b Cooking Light | + 40 min 31 s                |
| 9e                           | Alice Donadoni               | Italie                       | Team CMAX Dila                         | + 42 min 44 s                |
| 10e                          | Carlee Taylor                | Australie                    | Australie                              | + 42 min 45 s                |

## Évolution des classements
| Étape              |                             | Vainqueur _         | Classement général  | Classement par points | Meilleur grimpeur | Meilleur jeune  | Nationalité      |
| ------------------ | --------------------------- | ------------------- | ------------------- | --------------------- | ----------------- | --------------- | ---------------- |
| Prologue           | prologue                    | Mirjam Melchers     | Mirjam Melchers     | non attribué          | non attribué      | Loes Markerink  | Vera Carrara     |
| 1re étape          | étape de plaine             | Ina-Yoko Teutenberg | Ina-Yoko Teutenberg | Ina-Yoko Teutenberg   | non attribué      | Loes Markerink  | Giorgia Bronzini |
| 2e étape           | étape de plaine             | Ina-Yoko Teutenberg | Ina-Yoko Teutenberg | Ina-Yoko Teutenberg   | non attribué      | Loes Markerink  | Giorgia Bronzini |
| 3e étape           | étape de plaine             | Ina-Yoko Teutenberg | Ina-Yoko Teutenberg | Ina-Yoko Teutenberg   | non attribué      | Loes Markerink  | Giorgia Bronzini |
| 4e étape           | étape de montagne           | Fabiana Luperini    | Fabiana Luperini    | Ina-Yoko Teutenberg   | Fabiana Luperini  | Claudia Häusler | Fabiana Luperini |
| 5e étape           | contre-la-montre individuel | Vicki Whitelaw      | Fabiana Luperini    | Ina-Yoko Teutenberg   | Fabiana Luperini  | Claudia Häusler | Vera Carrara     |
| 6e étape           | étape de montagne           | Claudia Häusler     | Fabiana Luperini    | Ina-Yoko Teutenberg   | Claudia Häusler   | Claudia Häusler | Tatiana Guderzo  |
| 7e étape           | étape de montagne           | Fabiana Luperini    | Fabiana Luperini    | Ina-Yoko Teutenberg   | Fabiana Luperini  | Claudia Häusler | Fabiana Luperini |
| 8e étape           | étape de plaine             | Ina-Yoko Teutenberg | Fabiana Luperini    | Ina-Yoko Teutenberg   | Fabiana Luperini  | Claudia Häusler | Giorgia Bronzini |
| Classements finals | Classements finals          |                     | Fabiana Luperini    | Ina-Yoko Teutenberg   | Fabiana Luperini  | Claudia Häusler | non attribué     |

## Liste des participantes
| Equipe Nürnberger Versicherung NUR | Equipe Nürnberger Versicherung NUR   | Equipe Nürnberger Versicherung NUR |
| ---------------------------------- | ------------------------------------ | ---------------------------------- |
| Num                                | Coureur                              | Pos                                |
| 1                                  | Edita Pučinskaitė (LTU)              | 6e                                 |
| 2                                  | Regina Schleicher (GER)              | 79e                                |
| 3                                  | Charlotte Becker (GER)               | 42e                                |
| 4                                  | Christina Becker (GER)               | 86e                                |
| 6                                  | Claudia Häusler (GER)                | 3e                                 |
| 7                                  | Eva Lutz (GER)                       | 30e                                |
| 8                                  | Modesta Vžesniauskaitė (LTU) (route) | 40e                                |

| Columbia Women TMP | Columbia Women TMP                      | Columbia Women TMP |
| ------------------ | --------------------------------------- | ------------------ |
| Num                | Coureur                                 | Pos                |
| 11                 | Kimberly Anderson (USA)                 | 14e                |
| 12                 | Judith Arndt (GER)                      | 10e                |
| 13                 | Katherine Bates (AUS)                   | 92e                |
| 14                 | Chantal Beltman (NED)                   | 69e                |
| 15                 | Alexis Rhodes (AUS)                     | 88e                |
| 16                 | Ina-Yoko Teutenberg (GER)               | 72e                |
| 17                 | Linda Villumsen (DEN) (route et chrono) | 25e                |
| 18                 | Oenone Wood (AUS) (route)               | 32e                |

| Bigla BCT | Bigla BCT                                | Bigla BCT |
| --------- | ---------------------------------------- | --------- |
| Num       | Coureur                                  | Pos       |
| 21        | Andrea Wolfer (SUI)                      | 83e       |
| 22        | Nicole Brändli (SUI)                     | 5e        |
| 23        | Noemi Cantele (ITA)                      | 20e       |
| 24        | Jennifer Hohl (SUI) (route)              | 39e       |
| 25        | Monica Holler (SWE)                      | 77e       |
| 26        | Andrea Thürig (SUI)                      | 35e       |
| 27        | Sereina Trachsel (SUI)                   | 41e       |
| 28        | Zulfiya Zabirova (KAZ) (route et chrono) | 47e       |

| Flexpoint FLX | Flexpoint FLX           | Flexpoint FLX |
| ------------- | ----------------------- | ------------- |
| Num           | Coureur                 | Pos           |
| 31            | Mirjam Melchers (NED)   | 21e           |
| 32            | Amber Neben (USA)       | 2e            |
| 33            | Susanne Ljungskog (SWE) | 23e           |
| 34            | Loes Markerink (NED)    | AB            |
| 35            | Elisabeth Braam (NED)   | 36e           |
| 36            | Iris Slappendel (NED)   | 57e           |
| 37            | Trine Schmidt (DEN)     | 89e           |

| Espagne ESP | Espagne ESP                           | Espagne ESP |
| ----------- | ------------------------------------- | ----------- |
| Num         | Coureur                               | Pos         |
| 41          | María Isabel Moreno (route et chrono) | 15e         |
| 42          | Belén López                           | 84e         |
| 43          | Leticia Gil                           | 63e         |
| 44          | Silvia Tirado Márquez                 | 103e        |
| 45          | Eneritz Iturriaga                     | 43e         |
| 46          | Anna Sanchis                          | 7e          |

| Top Girls Fassa Bortolo Raxy Line TOG | Top Girls Fassa Bortolo Raxy Line TOG | Top Girls Fassa Bortolo Raxy Line TOG |
| ------------------------------------- | ------------------------------------- | ------------------------------------- |
| Num                                   | Coureur                               | Pos                                   |
| 52                                    | Serena Danesi (ITA)                   | 78e                                   |
| 53                                    | Alessandra D'Ettorre (ITA)            | 56e                                   |
| 56                                    | Laura Pisaneschi (ITA)                | 91e                                   |
| 57                                    | Francesca Tognali (ITA)               | 49e                                   |
| 58                                    | Anna Zugno (ITA)                      | 51e                                   |

| USC Chirio Forno d'Asolo USC | USC Chirio Forno d'Asolo USC     | USC Chirio Forno d'Asolo USC |
| ---------------------------- | -------------------------------- | ---------------------------- |
| Num                          | Coureur                          | Pos                          |
| 61                           | Jolanta Polikevičiūtė (LTU)      | 8e                           |
| 62                           | Rasa Polikevičiūtė (LTU)         | 37e                          |
| 63                           | Clemilda Fernandes (BRA) (route) | 34e                          |
| 64                           | Uênia Fernandes Da Souza (BRA)   | 46e                          |
| 65                           | Edita Ungurytė (LTU)             | AB                           |
| 66                           | Alona Andruk (UKR)               | 26e                          |
| 67                           | Janildes Fernandes (BRA)         | 102e                         |
| 68                           | Evelyn García (route et chrono)  | 33e                          |

| AA Drink-Cycling Team AAD | AA Drink-Cycling Team AAD                | AA Drink-Cycling Team AAD |
| ------------------------- | ---------------------------------------- | ------------------------- |
| Num                       | Coureur                                  | Pos                       |
| 71                        | Paulina Brzeźna-Bentkowska (POL) (route) | 24e                       |
| 72                        | Ludivine Henrion (BEL)                   | 64e                       |
| 73                        | Inge van den Broeck (BEL)                | 45e                       |
| 74                        | Kirsten Wild (NED)                       | 67e                       |
| 75                        | Irene van den Broek (NED)                | 48e                       |

| Australie AUS | Australie AUS           | Australie AUS |
| ------------- | ----------------------- | ------------- |
| Num           | Coureur                 | Pos           |
| 81            | Carlee Taylor           | 53e           |
| 82            | Sara Carrigan           | 27e           |
| 83            | Vicki Whitelaw (chrono) | 29e           |
| 84            | Tiffany Cromwell        | 50e           |
| 85            | Peta Mullens            | 80e           |
| 87            | Nikki Butterfield       | 62e           |

| Bizkaia-Durango BPD | Bizkaia-Durango BPD         | Bizkaia-Durango BPD |
| ------------------- | --------------------------- | ------------------- |
| Num                 | Coureur                     | Pos                 |
| 91                  | Arantzazu Azpiroz (ESP)     | 85e                 |
| 92                  | Mireia Epelde (ESP)         | 70e                 |
| 93                  | Sara Ortiz (ESP)            | AB                  |
| 94                  | Catrine Josefsson (SWE)     | AB                  |
| 95                  | Ana Garcia (ESP)            | AB                  |
| 96                  | Iosune Murillo Elkano (ESP) | 68e                 |
| 97                  | Gema Pascual (ESP)          | 96e                 |
| 98                  | Dorleta Zorrilla (ESP)      | AB                  |

| Menikini-Selle Italia-Masters Color MSI | Menikini-Selle Italia-Masters Color MSI | Menikini-Selle Italia-Masters Color MSI |
| --------------------------------------- | --------------------------------------- | --------------------------------------- |
| Num                                     | Coureur                                 | Pos                                     |
| 101                                     | Fabiana Luperini (ITA) (route)          | 1re                                     |
| 102                                     | Sigrid Corneo (SLO)                     | 44e                                     |
| 103                                     | Natalie Bates (AUS)                     | 98e                                     |
| 104                                     | Rochelle Gilmore (AUS) (route)          | AB                                      |
| 105                                     | Kori Seehafer (USA)                     | 22e                                     |
| 106                                     | Olga Sljussarewa (RUS)                  | 100e                                    |
| 107                                     | Miho Oki (JPN) (route)                  | 38e                                     |
| 108                                     | Silvia Valsecchi (ITA)                  | 90e                                     |

| System Data ___ | System Data ___                           | System Data ___ |
| --------------- | ----------------------------------------- | --------------- |
| Num             | Coureur                                   | Pos             |
| 111             | Erika Vilūnaitė (LTU)                     | 87e             |
| 112             | Agne Bagdonaviciutė (LTU)                 | AB              |
| 113             | Giuseppina Grassi (MEX) (route et chrono) | 11e             |
| 114             | Miluše Flašková (CZE)                     | AB              |
| 115             | Deborah Mascelli (ITA)                    | 99e             |
| 116             | Antonina Siracusa (ITA)                   | AB              |
| 117             | Samantha Perna (ITA)                      | AB              |

| Team CMAX Dila DGC | Team CMAX Dila DGC              | Team CMAX Dila DGC |
| ------------------ | ------------------------------- | ------------------ |
| Num                | Coureur                         | Pos                |
| 121                | Marta Bastianelli (ITA) (route) | 9e                 |
| 122                | Vera Carrara (ITA)              | 61e                |
| 123                | Alice Donadoni (ITA)            | 52e                |
| 124                | Alessia Massaccesi (ITA)        | 94e                |
| 125                | Sabrina Conca (ITA)             | AB                 |
| 126                | Silvia Parietti (ITA)           | 55e                |
| 127                | Arien Torsius (RSA)             | 101e               |
| 128                | Marta Vilajosana (ESP)          | 19e                |

| SC Michela Fanini Record Rox MIC | SC Michela Fanini Record Rox MIC | SC Michela Fanini Record Rox MIC |
| -------------------------------- | -------------------------------- | -------------------------------- |
| Num                              | Coureur                          | Pos                              |
| 131                              | Jennifer Fiori (ITA)             | 76e                              |
| 132                              | Yulia Blindyuk (RUS)             | 65e                              |
| 133                              | Laura Bozzolo (ITA)              | 60e                              |
| 134                              | Valentina Bastianelli (ITA)      | 104e                             |
| 135                              | Marika Plagenzi (ITA)            | AB                               |
| 136                              | Rasa Leleivytė (LTU)             | 59e                              |
| 137                              | Rosane Kirch (BRA)               | 12e                              |
| 138                              | Daiva Tušlaitė (LTU) (chrono)    | 66e                              |

| Gauss RDZ Ormu GAU | Gauss RDZ Ormu GAU                   | Gauss RDZ Ormu GAU |
| ------------------ | ------------------------------------ | ------------------ |
| Num                | Coureur                              | Pos                |
| 141                | Grete Treier (EST) (route et chrono) | 13e                |
| 142                | Élodie Touffet (FRA)                 | AB                 |
| 143                | Julia Martisova (RUS) (route)        | 31e                |
| 144                | Verónica Leal (MEX)                  | 28e                |
| 145                | Martina Corazza (ITA)                | 73e                |
| 146                | Tania Belvederesi (ITA)              | 82e                |
| 147                | Tatiana Guderzo (ITA) (chrono)       | 4e                 |
| 148                | Eleonora Suelotto (ITA)              | 97e                |

| Fenixs FEN | Fenixs FEN                   | Fenixs FEN |
| ---------- | ---------------------------- | ---------- |
| Num        | Coureur                      | Pos        |
| 151        | Tatiana Antoshina (RUS)      | 18e        |
| 152        | Monia Baccaille (ITA)        | 17e        |
| 153        | Natalja Bojarskaja (RUS)     | 16e        |
| 154        | Samantha Galassi (ITA)       | AB         |
| 155        | Alice Marmorini (ITA)        | 75e        |
| 156        | Melissa Hernández (VEN)      | AB         |
| 157        | Nadejda Vlasova (RUS)        | AB         |
| 158        | Siobhan Dervan (IRL) (route) | 71e        |

| Titanedi-Frezza-Acca Due O TFA | Titanedi-Frezza-Acca Due O TFA | Titanedi-Frezza-Acca Due O TFA |
| ------------------------------ | ------------------------------ | ------------------------------ |
| Num                            | Coureur                        | Pos                            |
| 161                            | Alessandra Borchi (ITA)        | 81e                            |
| 162                            | Giorgia Bronzini (ITA)         | 58e                            |
| 163                            | Simona Frapporti (ITA)         | 95e                            |
| 164                            | Gintarė Gaivenytė (LTU)        | 54e                            |
| 165                            | Eleonora Patuzzo (ITA)         | 74e                            |
| 166                            | Eleonora Soldo (ITA)           | AB                             |
| 167                            | Marta Tagliaferro (ITA)        | 93e                            |

| Equipe Nürnberger Versicherung NUR | Equipe Nürnberger Versicherung NUR   | Equipe Nürnberger Versicherung NUR |
| ---------------------------------- | ------------------------------------ | ---------------------------------- |
| Num                                | Coureur                              | Pos                                |
| 1                                  | Edita Pučinskaitė (LTU)              | 6e                                 |
| 2                                  | Regina Schleicher (GER)              | 79e                                |
| 3                                  | Charlotte Becker (GER)               | 42e                                |
| 4                                  | Christina Becker (GER)               | 86e                                |
| 6                                  | Claudia Häusler (GER)                | 3e                                 |
| 7                                  | Eva Lutz (GER)                       | 30e                                |
| 8                                  | Modesta Vžesniauskaitė (LTU) (route) | 40e                                |

| Columbia Women TMP | Columbia Women TMP                      | Columbia Women TMP |
| ------------------ | --------------------------------------- | ------------------ |
| Num                | Coureur                                 | Pos                |
| 11                 | Kimberly Anderson (USA)                 | 14e                |
| 12                 | Judith Arndt (GER)                      | 10e                |
| 13                 | Katherine Bates (AUS)                   | 92e                |
| 14                 | Chantal Beltman (NED)                   | 69e                |
| 15                 | Alexis Rhodes (AUS)                     | 88e                |
| 16                 | Ina-Yoko Teutenberg (GER)               | 72e                |
| 17                 | Linda Villumsen (DEN) (route et chrono) | 25e                |
| 18                 | Oenone Wood (AUS) (route)               | 32e                |

| Bigla BCT | Bigla BCT                                | Bigla BCT |
| --------- | ---------------------------------------- | --------- |
| Num       | Coureur                                  | Pos       |
| 21        | Andrea Wolfer (SUI)                      | 83e       |
| 22        | Nicole Brändli (SUI)                     | 5e        |
| 23        | Noemi Cantele (ITA)                      | 20e       |
| 24        | Jennifer Hohl (SUI) (route)              | 39e       |
| 25        | Monica Holler (SWE)                      | 77e       |
| 26        | Andrea Thürig (SUI)                      | 35e       |
| 27        | Sereina Trachsel (SUI)                   | 41e       |
| 28        | Zulfiya Zabirova (KAZ) (route et chrono) | 47e       |

| Flexpoint FLX | Flexpoint FLX           | Flexpoint FLX |
| ------------- | ----------------------- | ------------- |
| Num           | Coureur                 | Pos           |
| 31            | Mirjam Melchers (NED)   | 21e           |
| 32            | Amber Neben (USA)       | 2e            |
| 33            | Susanne Ljungskog (SWE) | 23e           |
| 34            | Loes Markerink (NED)    | AB            |
| 35            | Elisabeth Braam (NED)   | 36e           |
| 36            | Iris Slappendel (NED)   | 57e           |
| 37            | Trine Schmidt (DEN)     | 89e           |

| Espagne ESP | Espagne ESP                           | Espagne ESP |
| ----------- | ------------------------------------- | ----------- |
| Num         | Coureur                               | Pos         |
| 41          | María Isabel Moreno (route et chrono) | 15e         |
| 42          | Belén López                           | 84e         |
| 43          | Leticia Gil                           | 63e         |
| 44          | Silvia Tirado Márquez                 | 103e        |
| 45          | Eneritz Iturriaga                     | 43e         |
| 46          | Anna Sanchis                          | 7e          |

| Top Girls Fassa Bortolo Raxy Line TOG | Top Girls Fassa Bortolo Raxy Line TOG | Top Girls Fassa Bortolo Raxy Line TOG |
| ------------------------------------- | ------------------------------------- | ------------------------------------- |
| Num                                   | Coureur                               | Pos                                   |
| 52                                    | Serena Danesi (ITA)                   | 78e                                   |
| 53                                    | Alessandra D'Ettorre (ITA)            | 56e                                   |
| 56                                    | Laura Pisaneschi (ITA)                | 91e                                   |
| 57                                    | Francesca Tognali (ITA)               | 49e                                   |
| 58                                    | Anna Zugno (ITA)                      | 51e                                   |

| USC Chirio Forno d'Asolo USC | USC Chirio Forno d'Asolo USC     | USC Chirio Forno d'Asolo USC |
| ---------------------------- | -------------------------------- | ---------------------------- |
| Num                          | Coureur                          | Pos                          |
| 61                           | Jolanta Polikevičiūtė (LTU)      | 8e                           |
| 62                           | Rasa Polikevičiūtė (LTU)         | 37e                          |
| 63                           | Clemilda Fernandes (BRA) (route) | 34e                          |
| 64                           | Uênia Fernandes Da Souza (BRA)   | 46e                          |
| 65                           | Edita Ungurytė (LTU)             | AB                           |
| 66                           | Alona Andruk (UKR)               | 26e                          |
| 67                           | Janildes Fernandes (BRA)         | 102e                         |
| 68                           | Evelyn García (route et chrono)  | 33e                          |

| AA Drink-Cycling Team AAD | AA Drink-Cycling Team AAD                | AA Drink-Cycling Team AAD |
| ------------------------- | ---------------------------------------- | ------------------------- |
| Num                       | Coureur                                  | Pos                       |
| 71                        | Paulina Brzeźna-Bentkowska (POL) (route) | 24e                       |
| 72                        | Ludivine Henrion (BEL)                   | 64e                       |
| 73                        | Inge van den Broeck (BEL)                | 45e                       |
| 74                        | Kirsten Wild (NED)                       | 67e                       |
| 75                        | Irene van den Broek (NED)                | 48e                       |

| Australie AUS | Australie AUS           | Australie AUS |
| ------------- | ----------------------- | ------------- |
| Num           | Coureur                 | Pos           |
| 81            | Carlee Taylor           | 53e           |
| 82            | Sara Carrigan           | 27e           |
| 83            | Vicki Whitelaw (chrono) | 29e           |
| 84            | Tiffany Cromwell        | 50e           |
| 85            | Peta Mullens            | 80e           |
| 87            | Nikki Butterfield       | 62e           |

| Bizkaia-Durango BPD | Bizkaia-Durango BPD         | Bizkaia-Durango BPD |
| ------------------- | --------------------------- | ------------------- |
| Num                 | Coureur                     | Pos                 |
| 91                  | Arantzazu Azpiroz (ESP)     | 85e                 |
| 92                  | Mireia Epelde (ESP)         | 70e                 |
| 93                  | Sara Ortiz (ESP)            | AB                  |
| 94                  | Catrine Josefsson (SWE)     | AB                  |
| 95                  | Ana Garcia (ESP)            | AB                  |
| 96                  | Iosune Murillo Elkano (ESP) | 68e                 |
| 97                  | Gema Pascual (ESP)          | 96e                 |
| 98                  | Dorleta Zorrilla (ESP)      | AB                  |

| Menikini-Selle Italia-Masters Color MSI | Menikini-Selle Italia-Masters Color MSI | Menikini-Selle Italia-Masters Color MSI |
| --------------------------------------- | --------------------------------------- | --------------------------------------- |
| Num                                     | Coureur                                 | Pos                                     |
| 101                                     | Fabiana Luperini (ITA) (route)          | 1re                                     |
| 102                                     | Sigrid Corneo (SLO)                     | 44e                                     |
| 103                                     | Natalie Bates (AUS)                     | 98e                                     |
| 104                                     | Rochelle Gilmore (AUS) (route)          | AB                                      |
| 105                                     | Kori Seehafer (USA)                     | 22e                                     |
| 106                                     | Olga Sljussarewa (RUS)                  | 100e                                    |
| 107                                     | Miho Oki (JPN) (route)                  | 38e                                     |
| 108                                     | Silvia Valsecchi (ITA)                  | 90e                                     |

| System Data ___ | System Data ___                           | System Data ___ |
| --------------- | ----------------------------------------- | --------------- |
| Num             | Coureur                                   | Pos             |
| 111             | Erika Vilūnaitė (LTU)                     | 87e             |
| 112             | Agne Bagdonaviciutė (LTU)                 | AB              |
| 113             | Giuseppina Grassi (MEX) (route et chrono) | 11e             |
| 114             | Miluše Flašková (CZE)                     | AB              |
| 115             | Deborah Mascelli (ITA)                    | 99e             |
| 116             | Antonina Siracusa (ITA)                   | AB              |
| 117             | Samantha Perna (ITA)                      | AB              |

| Team CMAX Dila DGC | Team CMAX Dila DGC              | Team CMAX Dila DGC |
| ------------------ | ------------------------------- | ------------------ |
| Num                | Coureur                         | Pos                |
| 121                | Marta Bastianelli (ITA) (route) | 9e                 |
| 122                | Vera Carrara (ITA)              | 61e                |
| 123                | Alice Donadoni (ITA)            | 52e                |
| 124                | Alessia Massaccesi (ITA)        | 94e                |
| 125                | Sabrina Conca (ITA)             | AB                 |
| 126                | Silvia Parietti (ITA)           | 55e                |
| 127                | Arien Torsius (RSA)             | 101e               |
| 128                | Marta Vilajosana (ESP)          | 19e                |

| SC Michela Fanini Record Rox MIC | SC Michela Fanini Record Rox MIC | SC Michela Fanini Record Rox MIC |
| -------------------------------- | -------------------------------- | -------------------------------- |
| Num                              | Coureur                          | Pos                              |
| 131                              | Jennifer Fiori (ITA)             | 76e                              |
| 132                              | Yulia Blindyuk (RUS)             | 65e                              |
| 133                              | Laura Bozzolo (ITA)              | 60e                              |
| 134                              | Valentina Bastianelli (ITA)      | 104e                             |
| 135                              | Marika Plagenzi (ITA)            | AB                               |
| 136                              | Rasa Leleivytė (LTU)             | 59e                              |
| 137                              | Rosane Kirch (BRA)               | 12e                              |
| 138                              | Daiva Tušlaitė (LTU) (chrono)    | 66e                              |

| Gauss RDZ Ormu GAU | Gauss RDZ Ormu GAU                   | Gauss RDZ Ormu GAU |
| ------------------ | ------------------------------------ | ------------------ |
| Num                | Coureur                              | Pos                |
| 141                | Grete Treier (EST) (route et chrono) | 13e                |
| 142                | Élodie Touffet (FRA)                 | AB                 |
| 143                | Julia Martisova (RUS) (route)        | 31e                |
| 144                | Verónica Leal (MEX)                  | 28e                |
| 145                | Martina Corazza (ITA)                | 73e                |
| 146                | Tania Belvederesi (ITA)              | 82e                |
| 147                | Tatiana Guderzo (ITA) (chrono)       | 4e                 |
| 148                | Eleonora Suelotto (ITA)              | 97e                |

| Fenixs FEN | Fenixs FEN                   | Fenixs FEN |
| ---------- | ---------------------------- | ---------- |
| Num        | Coureur                      | Pos        |
| 151        | Tatiana Antoshina (RUS)      | 18e        |
| 152        | Monia Baccaille (ITA)        | 17e        |
| 153        | Natalja Bojarskaja (RUS)     | 16e        |
| 154        | Samantha Galassi (ITA)       | AB         |
| 155        | Alice Marmorini (ITA)        | 75e        |
| 156        | Melissa Hernández (VEN)      | AB         |
| 157        | Nadejda Vlasova (RUS)        | AB         |
| 158        | Siobhan Dervan (IRL) (route) | 71e        |

| Titanedi-Frezza-Acca Due O TFA | Titanedi-Frezza-Acca Due O TFA | Titanedi-Frezza-Acca Due O TFA |
| ------------------------------ | ------------------------------ | ------------------------------ |
| Num                            | Coureur                        | Pos                            |
| 161                            | Alessandra Borchi (ITA)        | 81e                            |
| 162                            | Giorgia Bronzini (ITA)         | 58e                            |
| 163                            | Simona Frapporti (ITA)         | 95e                            |
| 164                            | Gintarė Gaivenytė (LTU)        | 54e                            |
| 165                            | Eleonora Patuzzo (ITA)         | 74e                            |
| 166                            | Eleonora Soldo (ITA)           | AB                             |
| 167                            | Marta Tagliaferro (ITA)        | 93e                            |

Source.

### Autre
- (it) Site officiel